# 惡魔城傳說
《惡魔城傳說》，是日本科樂美惡魔城系列電玩遊戲之一，於1989年12月22日在日本地区FC游戏机發售，1990年在北美地区发行。本作是FC遊戲機惡魔城三作的最後一作，曾有一段時間本作的遊戲設定影響了後來許多的續作。

## 遊戲系統
本作延續第一作《惡魔城德古拉》的操作手法
- 十字鍵移動人物地面左右行走方向、上下樓梯（須從地面上下，無法跳上樓梯或下落時自動站到樓梯）
- 空中跳躍時無法控制人物落向（即不可在空中回躍跟左右轉動），操作稍有不慎就有摔死的可能。
- 攻擊鍵使用主武器，上加攻擊鍵（上鍵無須長按不放，只要命令正確即好）使用出副武器

本作除了操控傳統的貝爾蒙多家族外，在旅程中可以碰見賽法、古蘭特、艾卡多這三位同伴，受到路線圖影響，一些同伴可能無法在特定關卡闖關（這是日版正常遊玩的情況下，據說美版有密碼可以在一開始就抄出隊友），三位同伴在出現關卡的最後場合都是以魔王型態登場，打敗後會有對話介紹跟是否結盟的選項，一次只能帶一位同伴同行，之前有隊友的話系統會詢問是否放棄同伴另結新歡，且每個人的性能盡不相同，要在闖關中切換成對友請按select。
相較於第一作的一線單通關卡跟第二作《惡魔城II 詛咒的封印》的大地圖式冒險，本作採取關卡制加上分歧式地圖，冒險會在某區塊（area）闖關結束後，另開畫面使玩家選擇未來闖關去向，到最後進攻惡魔城時會合流。

## 故事
自從前十字軍天才軍師「馬提亞斯・克洛克維斯特」吸收前仇敵、吸血鬼瓦爾特‧貝恩哈特的黑暗力量後，他逐漸轉化成吸血鬼，並自號為「弗拉德‧戴普斯」，另號德古拉；他在西元1094-1476年間，曾有著短暫的幸福家庭生活，但是在親生兒子與自己理念不合離去後，加上離異的妻子在人世間慘遭他人誣告而被處刑去世後，不穩定的心情在此時爆發，他便暗地使用自己的黑暗力量，籌組一隻橫掃全歐洲都游刃有餘的黑暗怪物軍隊，在1476年間正式出兵，瞬間特蘭西瓦尼亞地區慘遭淪陷，全西歐軍隊滅亡可能也不是甚麼天方夜譚了。
另一方面，在1094年挑戰黑暗力量的貝爾蒙多一族，三個世紀以來，他們雖然得到神界的認同，被神聖力量所庇護，並為全歐的平民百姓斬妖除魔、維護人間平安，他們的心願儘管純正，但是一面倒的戰績跟誇張的力量表現，終究使他們不被人世間信任，家世一直無法擴大，維持單脈相傳的這個可憐家族，在1476年終於碰到家族歷代成員最害怕的隱憂：一股先祖曾經面對過的黑暗力量復甦了，並且人世間有化為地獄的危機，家族的最後末裔拉爾夫只好咬起牙根，準備向禍害之源進攻，為人間除害....
經過兩段變身，源源不絕的壓倒性黑暗力量攻擊之下，拉爾夫、古蘭特、賽法、艾卡多不分彼此差異，發揮了防衛、牽制、攻擊的金三角戰術機能，德古拉終於力盡筋疲地倒下了，壟罩在附近的黑夜敵不過自然的神聖力量，日光一出來的同時，黑暗帝國以及其象徵宣告正式崩壞，古蘭特歡呼著滅鄉的仇人自取惡果，而賽法則秀出女兒身貼到害羞不已的拉爾夫懷裡，但是站在懸崖邊，與夥伴望著城堡殘駭的艾卡多卻一臉悲傷，為了世間的和平他選擇走上了弒父之路，可是遵照母親死前遺言的他所做的行為，又與人世間的道德相違背
最後艾卡多表示自己願選擇回到之前的天涯海角之棺，任憑時間與自然環境將自己腐化，與其他人互別再見，古蘭特也表示要回到自己故鄉的村莊復興，與拉爾夫夫婦道別，小倆口最後回到一開始的村莊，逃難回來的村民高興地將二人迎為望族，經由口述與紙筆紀錄，這一趟四人冒險變成了全歐無人不知、無人不曉的英雄傳奇。

## 人物
- 拉爾夫‧C‧貝爾蒙多（ラルフ・C・ベルモンド、Ralph‧C‧Belmont）

貝爾蒙多家族的末裔，儘管歷代先祖們心中的噩耗隱憂在自己這一代引爆開來，自己卻不能置身事外當縮頭烏龜、向敵人俯首稱臣，為了人類的生死存亡命運之存續，他從家族的墳墓前起身了，而他不知道他這個賭上自己老命的未來會變成史書上的青史傳奇……
- 賽法‧貝爾南堤斯（サイファ・ヴェルナンデス、Sypha‧Belnades）

西歐天主教教會所屬的偉大魔法師家族之家族成員之一，受教會之託出發前往東歐討伐惡魔城勢力，不幸地在城外森林遇到一個獨眼巨人（サイクロプス、Cyclops），克敵不力而被打敗，逐漸化為石像……
- 古蘭特・達納斯提（グラント・ダナスティ、Grant‧DaNasty）

特蘭西瓦尼亞地區的居民，當地地區體型最輕盈、動作最輕巧敏捷的男人，由於德古拉軍團肆虐了家鄉，他單身匹馬硬闖了屬於惡魔城後門的第一時計塔，德古拉三兩下便把他打敗，讓他化成了蚤男之王以鎮守時計塔
- 艾德烈‧菲倫海斯‧戴普斯（アドリアン・ファーレンハイツ・ツェペシュ、Adrian‧Farenheights‧Tepes）

另號為艾卡多（アルカード、Alucard），前幾十年與父親德古拉理念不合而出走，在一荒郊野外置一棺材而居，原本不管世事的他在感覺自己父親濫用力量凌虐人間的時候，驚覺醒來時自己已被軍隊團團包圍，但是他被打敗而被親父的力量掌控時卻又神智清醒，並且他感覺到有一股神聖力量正朝向他而來，而這個與他魔力系統相反的力量或許可以拯救自己、挽救世人，他決定要給予這個人一個小試驗，以便讓自己選擇是否將自己的老命託付於此人……
- 弗拉德‧戴普斯（ヴラド・ツェペシュ、Vlad‧Tepes）

另號德古拉（ドラキュラ、Dracula），現在自立一國家『瓦拉基亞公國』並自請領主之位，尊為伯爵，此時的他風光非常、得意非凡，但是他不知一個小勢力正準備要把他的強大帝國從一夕間打垮……

## 评价
《任天堂力量》将本游戏评为FC游戏机中第九大最佳游戏，赞赏它与前作比起有较强的改进。

## 外部連結
- 悪魔城ドラキュラシリーズ総合サイト （页面存档备份，存于）KONAMI（日語）
- 惡魔城傳說DX （页面存档备份，存于）KONAMI（日語）